# 静岡県道403号磐田掛川線
静岡県道403号磐田掛川線（しずおかけんどう403ごう いわたかけがわせん）は静岡県磐田市、袋井市、掛川市を通る道路（県道）である。

## 概要

### 路線データ
- 陸上距離：18.4km
- 起点：磐田市二ノ宮（静岡県道43号磐田福田線交点）
- 終点：掛川市上張（静岡県道38号掛川大東線交点）

## 歴史
- 1995年2月1日：静岡県道256号磐田浅羽線から距離を延長し、認定。
- 2001年：掛川市上張 - 袋井市豊沢間が開通。
- 2003年8月26日：豊沢トンネル - 袋井市岡崎間が開通。
- 2006年：浅名北交差点（静岡県道41号袋井大須賀線交点）、中村交差点（静岡県道255号中野諸井線交点）を改良。
- 2008年3月19日：高御所インターチェンジ付近を4車線化。
- 2009年7月7日：袋井市岡崎 - 袋井市浅名間が開通。これにより、全線開通。
- 2011年夏ごろ：掛川市上張矢崎 - 掛川市梅橋間（小笠山総合運動公園中央 - 梅橋は静岡県道402号）が制限速度60キロに引き上げられた（50の標識が消滅）。
- 2015年3月7日：二之宮バイパス（延長620メートル）が開通。

## 通過する自治体
- 静岡県
  - 磐田市 - 袋井市 - 掛川市

## 主な接続路線
起点から順に
- 静岡県道43号磐田福田線（磐田市二之宮・二之宮交差点）
- 静岡県道258号豊浜磐田線（磐田市西貝塚・西貝交番西交差点）
- 静岡県道255号中野諸井線（袋井市中・中村交差点）
- 中遠広域農道（袋井市浅岡・浅岡交差点）
- 静岡県道41号袋井大須賀線（袋井市浅名・浅名北交差点）
- 静岡県道251号袋井小笠線（袋井市豊沢・法多山交差点）
- 静岡県道402号小笠山総合運動公園線（掛川市平野・エコパ交差点）
- 静岡県道38号掛川大東線（掛川市上張・上張南交差点、終点）

## 特徴・注意点など
- 小笠山総合運動公園（エコパスタジアム）の建設関係のため、旧静岡県道256号磐田浅羽線から県道を延長した。
- 掛川市平野（静岡県道402号小笠山総合運動公園線交点）から掛川市上張の終点までは高速道路並の整備がされており、インターチェンジ（高御所・結縁寺）が設置されている。これは、東名掛川IC、新東名森掛川ICを結ぶルート「掛川西環状線（仮称）」の一部としても建設されたためである。ただし一部暫定2車線な上、制限速度は60km/hであるため走行には十分な注意が必要である。
- 小笠山総合運動公園近辺には法多山尊永寺があり、正月には初詣客と思われる車で渋滞している事も少なくない。
- 中村交差点 - 浅岡バス停交差点間はカーブが連続しており、歩道がないため、走行に注意が必要であったが、2018年に歩道が設置された。
- 太田川・原野谷川に架かる二瀬西橋・二瀬橋には南側しか歩道がなく、磐田市新出 - 二瀬西橋西側間は南北両側共歩道がないため、東進する自転車が二瀬西橋を渡るために、磐田市新出 - 二瀬西橋西側間を右側通行してしまうことが多かったが、2013年頃に、磐田市新出 - 二瀬西橋西側間に南北両側に歩道が設置された。
- 起点の二之宮交差点（静岡県道43号磐田福田線交点）には右折レーンがなく、静岡県道43号磐田福田線へ右折する車両のために慢性的な渋滞に悩まされていた。最悪の場合、渋滞の最後尾が西貝交番西交差点（静岡県道258号豊浜磐田線交点）まで達することもあったが、2015年3月7日に今之浦川に架かる橋の南側に二之宮バイパスが開通した。
- 2011年夏ごろから、掛川市上張矢崎交差点から国道1号梅橋交差点にかけて、制限速度が60キロに引き上げられた。ただ2012年1月末になっても制限速度を大きく超過する80キロから100キロ近い速度で通過する車が多く、特に対面通行となる上張矢崎交差点から高御所インター（資生堂・JR愛野駅方面へ接続）にかけては注意が必要。